# Araniko
Araniko (अरनिको, talvolta trascritto come Arniko, pseudonimo di Balabahu; Katmandu, ... – ...; fl. XII secolo) è stato un architetto nepalese del XII secolo, cui tradizionalmente si attribuisce l'invenzione della pagoda.
Il significato letterale del nome in lingua cinese è ara "donna" e niko "volto simile a", poiché si dice avesse un volto simile a quello di una donna.
Si recò in Cina all'età di dodici anni dopo l'invito dell'imperatore Kublai Khan per la costruzione di templi buddhisti in stile nepalese (tipo pagoda). La sua architettura può essere ammirata ancora oggi, per esempio alla Pagoda d'oro di Pechino.
Ha diffuso l'architettura nepalese non solo in Cina e Tibet, ma anche in Indocina ed altri luoghi. Fu insignito dello status di persona di riguardo da parte dell'imperatore della Cina, e qui si stabilì e visse fino alla morte.
La strada che collega Lhasa a Kathmandu, costruita negli anni sessanta, è conosciuta sul versante nepalese con il nome di Araniko Rājamārga in suo onore.